# As-Samu
As Samu, en arabe : السموع,  est une ville du gouvernorat de Hébron en Palestine, située à 12 km au sud de Hébron, au sud-ouest de la Cisjordanie.
Selon le recensement du bureau central palestinien des statistiques, la localité compte une population de 26 011 habitants en 2017.

## Patrimoine
- Synagogue d'Eshtemoa